# جون دبليو. بروك
جون دبليو. بروك (بالإنجليزية: John W. Brock)‏ هو ضابط أمريكي، ولد في 15 أغسطس 1914 في نو بروكتن في الولايات المتحدة، وتوفي في 4 يونيو 1942 في المحيط الهادئ بسبب قتل في المعركة.